# Гибралтар
Гибралта́р (англ. Gibraltar [dʒɪˈbrɔːltər], исп. произношение: [xiβɾalˈtaɾ]) — заморская территория Великобритании, оспариваемая Испанией, на юге Пиренейского полуострова, включающая в себя Гибралтарскую скалу и песчаный перешеек, соединяющий скалу с Пиренейским полуостровом.
Занимает стратегическую позицию над Гибралтарским проливом, соединяющим Средиземное море с Атлантическим океаном. На территории Гибралтара располагается военно-морская база НАТО.
До 2020 года Гибралтар являлся членом Европейского союза через членство Великобритании. В 1973 году Великобритания присоединилась к ЕС вместе с Гибралтаром (но без Нормандских островов и острова Мэн) в соответствии со статьёй 299 (4) Договора о Европейском сообществе. После ратификации и вступления в силу Лиссабонского договора 2007 года этот Договор стал именоваться Договором о функционировании Европейского союза. На него не распространяется общая сельскохозяйственная политика ЕС, шенгенские соглашения, также он не является общей таможенной территорией ЕС, поэтому здесь нет НДС.
C 2004 по 2020 год жители Гибралтара могли участвовать в выборах в Европейский парламент. Граждане Гибралтара являются подданными Великобритании.

## Этимология
Слово «Гибралтар» является испанизированным вариантом арабского словосочетания Джаба́ль Та́рик (араб. جبال طارق‎), означающего «гора Тарика». Название было дано в честь арабского полководца Та́рика ибн Зия́да, который возглавлял арабское вторжение на Пиренейский полуостров.

## Географические данные

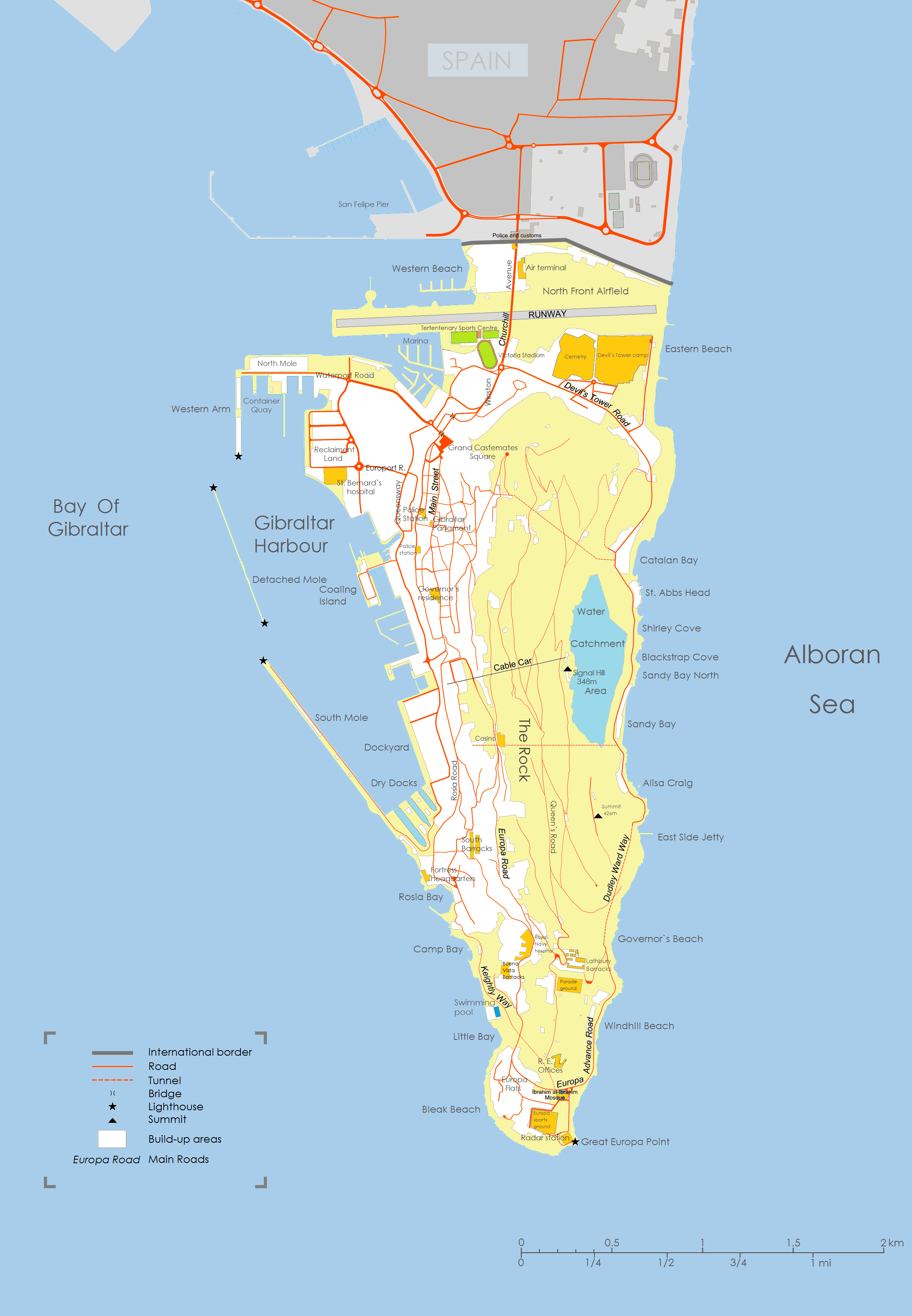
Карта Гибралтара

Гибралтар — зависимая территория Великобритании, находящаяся на скалистом участке южного побережья Пиренейского полуострова рядом с мысом Марроки — самой южной точкой полуострова. На севере граничит с Испанией (с городом Ла-Линеа-де-ла-Консепсьон), фактически входя в агломерацию Альхесираса. На востоке омывается Средиземным морем, на юге — Гибралтарским проливом, отделяющим Гибралтар от Северной Африки, на западе — Гибралтарским заливом. Площадь Гибралтара — 6,5 км², протяжённость с севера на юг примерно на 5 км.
Координаты: 36°08′ с. ш. 5°21′ з. д..

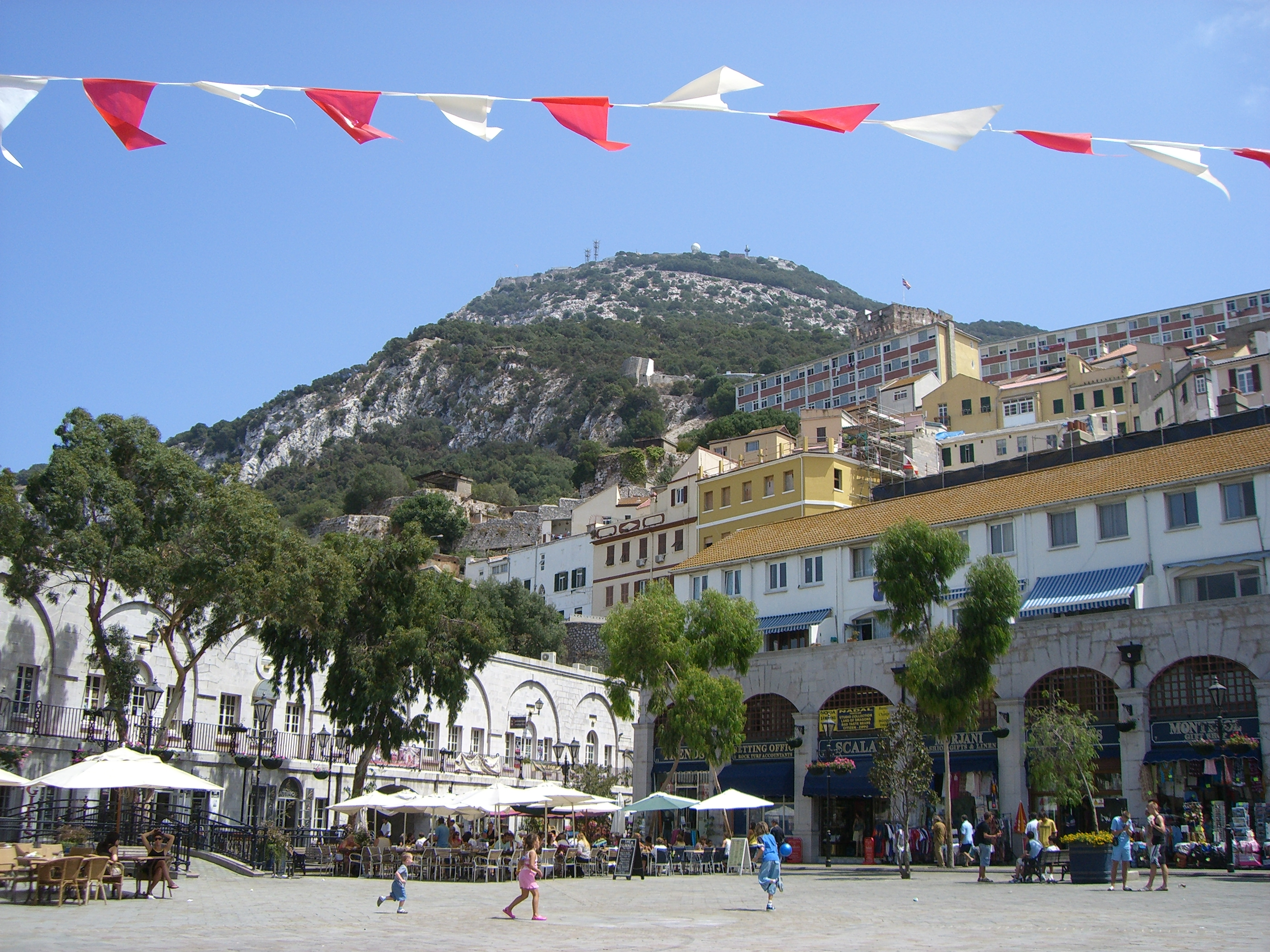
Гранд-Кейзмейтс-сквер, превращённая в пешеходную зону в конце 1990-х годов

Длина береговой линии Гибралтара составляет 12 км. На восточном берегу располагаются небольшие населённые пункты Сэнди-Бэй (англ. Sandy Bay) и Каталан-Бэй. Основная часть населения размещается на западном берегу. Формально Гибралтар не имеет административного деления, однако в нём выделяется семь районов:
1. Верхний город (англ. Upper Town)
2. Город (англ. Town)
3. Ист-Сайд (англ. East Side)
4. Осушённые территории (англ. Reclamation Areas)
5. Северный район (англ. North District)
6. Сэндпитс (англ. Sandpits Area)
7. Южный район (англ. South District)

Почти половину всей территории Гибралтара занимает Гибралтарская скала. Высота скалы — 426 метров. На ней находятся Гибралтарский заповедник, а также Мавританский замок, одна из главных достопримечательностей Гибралтара.
На северо-западе Гибралтара находится старый город. Там расположена Гранд-Кейзмейтс-сквер, на которой множество кафе, баров и других развлекательных заведений. Южнее её находится площадь Джона Макинтоша, где расположены здание местного парламента и мэрия. Ещё южнее находится Монастырь, резиденция губернатора Гибралтара.
На южной оконечности полуострова Гибралтар находится мыс Европа. Со старым городом Гибралтара мыс соединяет Европа-роуд.

## Климат
Гибралтар имеет типичный средиземноморский климат, с жарким и засушливым летом, а также мягкой и дождливой зимой.
| Показатель                    | Янв. | Фев. | Март | Апр. | Май | Июнь | Июль | Авг. | Сен. | Окт. | Нояб. | Дек. | Год |
| ----------------------------- | ---- | ---- | ---- | ---- | --- | ---- | ---- | ---- | ---- | ---- | ----- | ---- | --- |
| Средний суточный максимум, °C | 16   | 17   | 18   | 20   | 23  | 25   | 28   | 29   | 26   | 23   | 19    | 17   | 21  |
| Средняя температура, °C       | 13   | 14   | 15   | 17   | 19  | 22   | 24   | 25   | 23   | 20   | 17    | 14   | 18  |
| Средний суточный минимум, °C  | 10   | 11   | 12   | 13   | 15  | 18   | 20   | 21   | 19   | 17   | 14    | 11   | 15  |
| Норма осадков, мм             | 152  | 98   | 106  | 59   | 25  | 4    | 1    | 3    | 23   | 55   | 114   | 127  | 767 |
| Источник: BBC Weather         |      |      |      |      |     |      |      |      |      |      |       |      |     |

## История
Территория Гибралтара была заселена уже в среднем палеолите, о чём свидетельствуют находки неандертальцев.

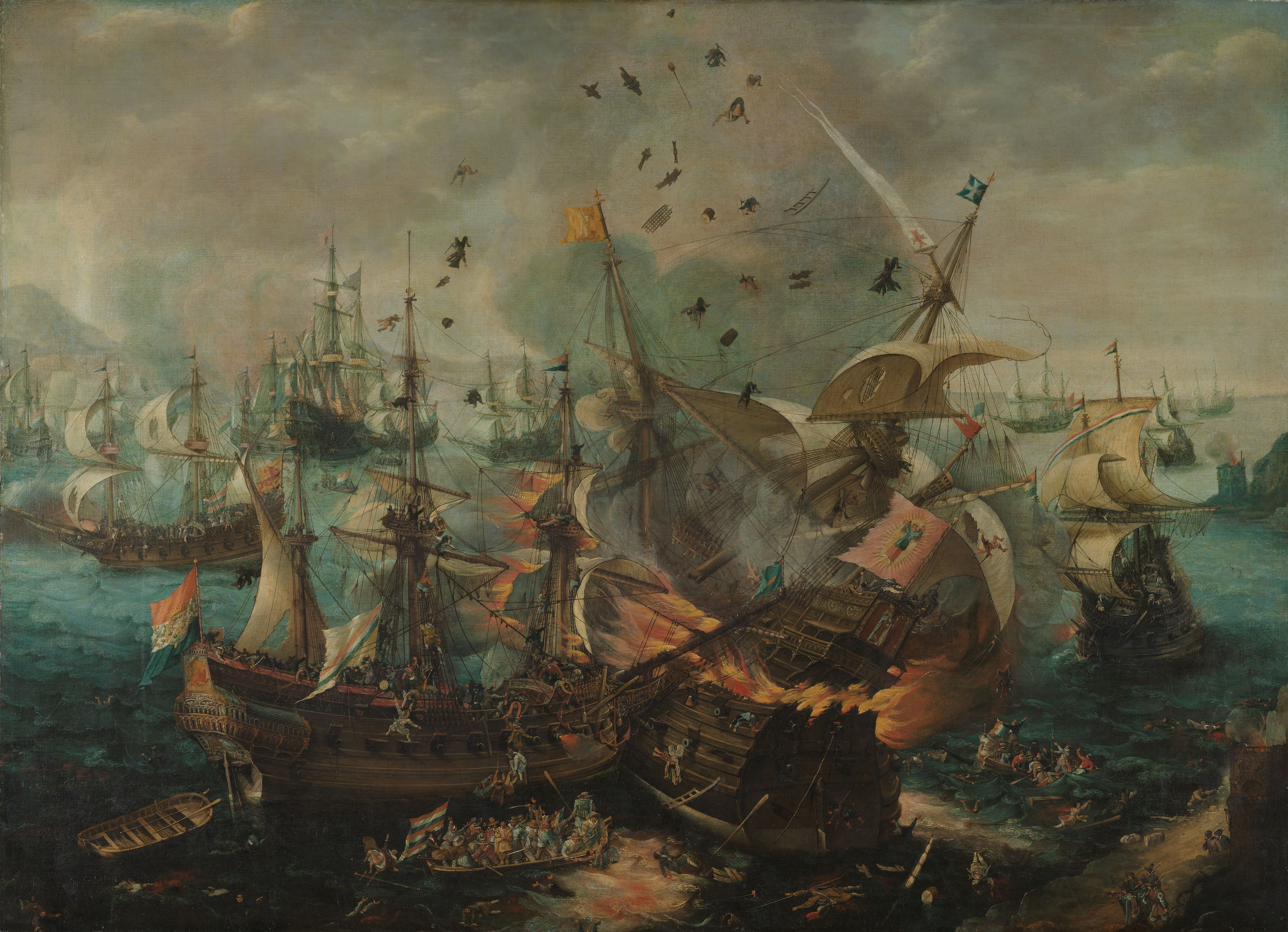
Картина «Гибралтарская битва», 25 апреля 1607 года, эпизод «Восьмидесятилетней войны» с Голландией

История Гибралтара (одного из легендарных Геркулесовых столбов) насчитывает более 3000 лет. Название «Геркулесовы столбы» встречается ещё у Платона. Финикийцы и карфагеняне устраивали на Гибралтаре стоянки кораблей. Во времена Римской империи скала находилась на её территории, а с её упадком оказалась под властью германских племён — вандалов и готов.
Гибралтар долгое время находился во владении мавров, захвативших его у вестготов в 711 году. В 1462 году в ходе Реконкисты он перешёл во владение Испании. В 1704 году на закате Испанской империи был захвачен английской эскадрой под командованием адмирала Джорджа Рука. В 1713 году по Утрехтскому мирному договору, навязанному Испании Англией и Францией, Гибралтар отошёл к Великобритании. Испанцы безуспешно пытались взять крепость в 1727 году во время англо-испанской войны, а также испано-французской «великой осады» (1779—1783). По Версальскому договору 1783 года, скала осталась британским владением.
В 1830 году Гибралтар был официально объявлен колонией Великобритании. Его значение ещё более возросло после открытия в 1869 году Суэцкого канала, вдвое сократившего путь в Европу из Индии. Обладание скалой давало возможность контроля над судоходством в Средиземном море.
В 1940 году в начале Второй мировой войны каудильо Франсиско Франко, соблюдая вооружённый нейтралитет, отверг предложение Гитлера захватить британский Гибралтар.

Трофейная российская пушка, захваченная во время Крымской войны, подарок от Великобритании, 1858 г.

Но когда в 1954 году, в 250-ю годовщину взятия Гибралтара, колонию посетила новая королева Великобритании Елизавета II, власти Испании закрыли своё консульство и ввели ограничения на свободу передвижения между Гибралтаром и Испанией.
В 1964 году Гибралтар получил свою конституцию. В колонии был создан парламент — Палата собрания и сформировано правительство. В 1969 году была принята новая конституция, вводившая полное внутреннее самоуправление.
В середине 1960-х годов группы сторонников присоединения к Испании («паломос») начали кампанию протестов в колонии, однако на референдуме 10 сентября 1967 года подавляющее большинство гибралтарцев (12 138 против 44) проголосовало против перехода под испанский суверенитет. В ответ испанское правительство 9 июня 1969 года закрыло границу между Испанией и Гибралтаром, объявило о полной экономической блокаде британского владения, прекратило телеграфную и телефонную связь и морские перевозки, а также запретило испанским гражданам работать в Гибралтаре. Ситуация смягчилась только после смерти испанского диктатора Франсиско Франко в 1975 году и восстановления монархии.
С тех пор продолжается постоянная политическая борьба за статус Гибралтара. В 2004 году жители впервые приняли участие в выборах в Европейский парламент. Территория была включена в состав избирательного округа Юго-Западной Англии и Консервативная партия получила 69,5 % голосов жителей, недовольных уступками британских лейбористов в вопросе о судьбе Гибралтара.
На референдуме 2016 года о выходе Великобритании из Евросоюза 96 % гибралтарцев проголосовало за то, чтобы остаться в ЕС. После выхода Великобритании из ЕС в 2020 году, в совместном проекте соглашения с Испанией предусматривалось членство в шенгенском соглашении.

## Политическая структура

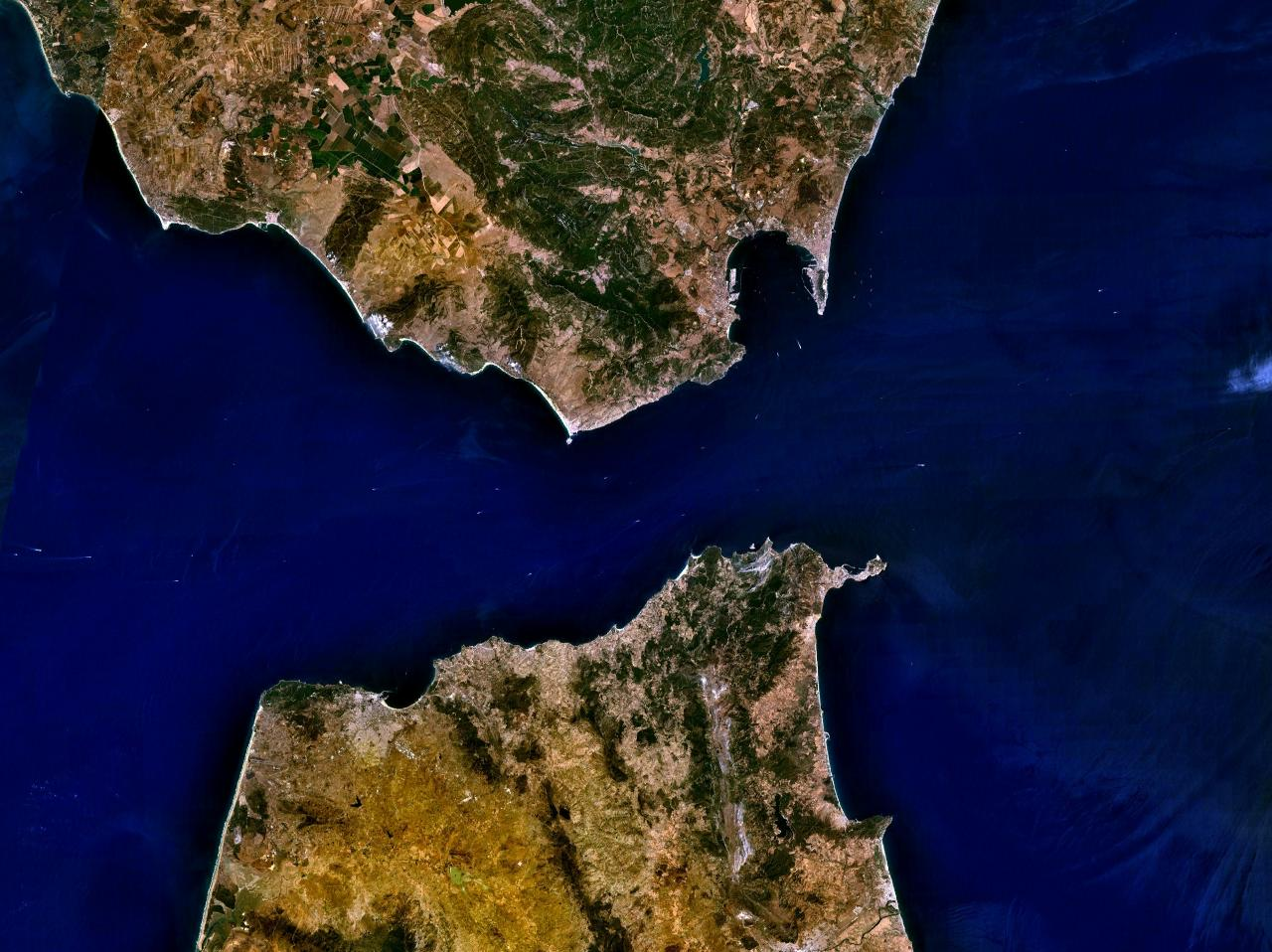
Вид на Гибралтарский пролив из космоса

На территории действует конституция, принятая на референдуме в 2006 году.
Законодательная власть принадлежит королю Великобритании Карлу III и парламенту Гибралтара (18 членов, из которых 17 избираются населением на 4 года, а спикер назначается резолюцией Парламента).
На парламентских выборах, состоявшихся 8 декабря 2011 года, победу одержал альянс Социалистической лейбористской и Либеральной партий, получивший в общей сложности 48,88 % голосов избирателей и завоевавший 10 мест в парламенте. Социал-демократическая партия получила 46,76 % голосов и 7 мест в парламенте. На долю Прогрессивной демократической партии пришлись 4,36 % голосов и ни одного места в парламенте.
Исполнительная власть: глава государства — король Карл III (с 8 сентября 2022 года), которого представляет губернатор.
Судебная власть: Верховный суд; Апелляционный суд.
Политические партии: «Социалистическая лейбористская партия Гибралтара» (лидер — Фабиан Пикардо); «Социал-демократическая партия Гибралтара» (лидер — Петер Каруана); «Либеральная партия» (лидер — Джозеф Гарсия); «Прогрессивная демократическая партия» (лидер — Кит Азопарди).
Глава правительства — главный министр Фабиан Пикардо (в должности с 2011 года).
Также существует церемониальная должность мэра Гибралтара, которую с 5 апреля 2017 года занимает Мисс Мира-2009 Кайяне Алдорино.

## Спор вокруг принадлежности Гибралтарского перешейка
Один из источников спора — отсутствие соответствующих определений того, что на самом деле уступила Испания Великобритании. Утрехтский договор не содержит карт или конкретных описаний территорий, полученных Британской короной, что позволяет каждой из сторон по-своему интерпретировать Статью X данного договора, согласно которой Великобритания владеет городом и замком Гибралтар вместе с портом, укреплениями и фортами.

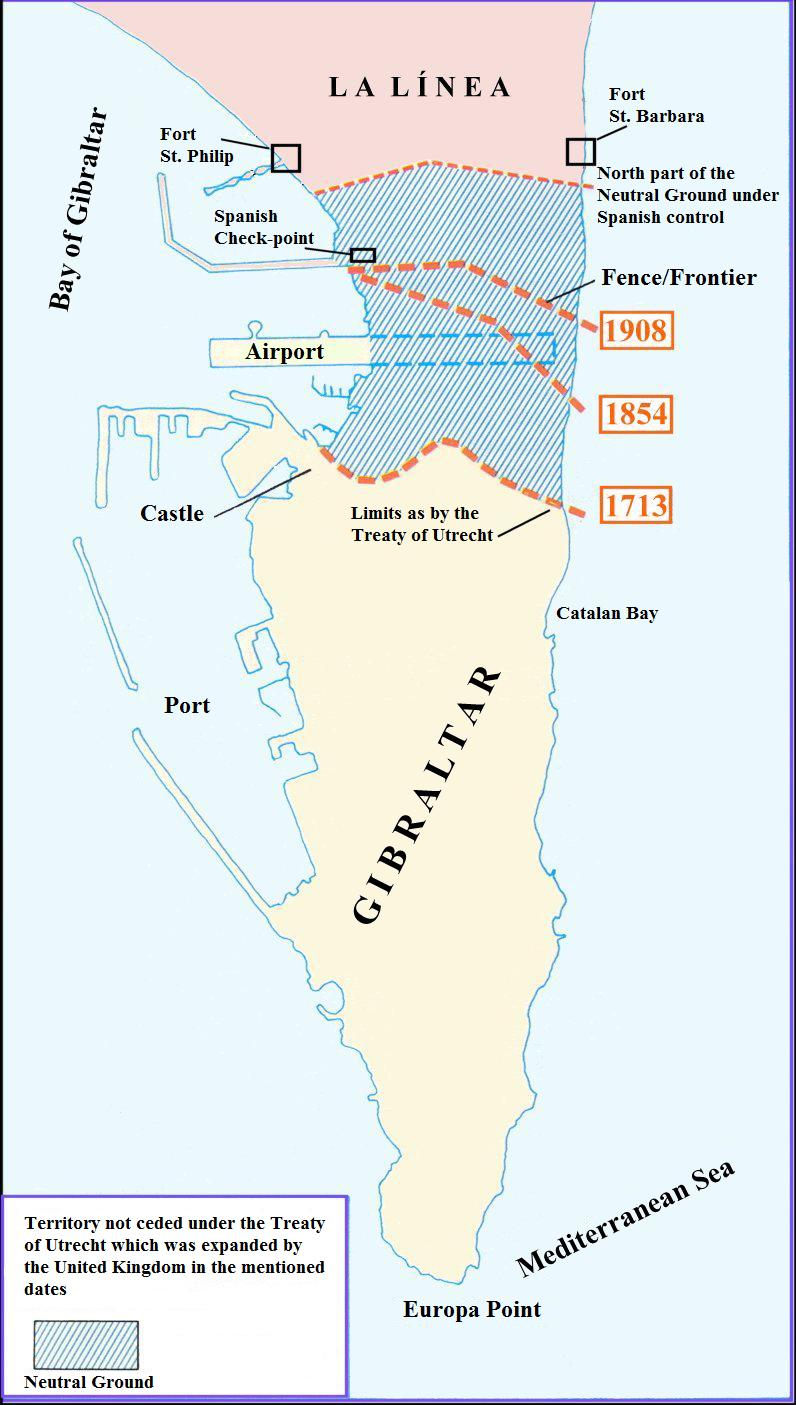
Карта спорного участка Гибралтара, показывающая эволюцию британской оккупации на перешейке и расположение фортов Торре-дель-Дьябло (Башня Дьявола) и Эль Молино

Испания не признаёт британского суверенитета над Гибралтаром, полагая, что Великобритании принадлежит только укреплённый периметр города, а на остальные территории договор не распространяется. Таким образом, с точки зрения Мадрида эта область была незаконно оккупирована Великобританией в 1815 году, когда на перешейке начали возводить британские казармы, что «противоречит принципам международного права». Позднее, в 1938 году, в то время как в Испании шла гражданская война, Британия построила на спорных территориях аэропорт. Так как Испания считает Гибралтарский перешеек незаконно оккупированным, то в испанской официальной документации всегда используется термин «заграждение» (исп. verja) вместо слова «граница», так как Мадрид не признаёт возможность наличия границы на своей территории. Исторически, однако, это место часто упоминается как «Frontier», например, в официальных документах во время правления Франсиско Франко.
Соединённое Королевство в свою очередь опирается на то, что владеет территорией южной части перешейка де-факто, и на то, что имеет место «непрерывного владения перешейком в течение длительного периода». Хотя Лондон отвергает основу для спора с Мадридом по поводу своего суверенитета над перешейком, в то же время Великобритания признаёт сам факт территориального спора с Испанией, в частности в совместной британо-испанской декларации об использовании Гибралтарского аэропорта от 2 декабря 1987 года, а также в нескольких актах ЕС.
Власти Гибралтара, добивающиеся своего участия в переговорах Лондона и Мадрида, отвергают аргументы Испании, считая, что имеют право управлять всей областью, по линии границ которой стояли форты Торре-дель-Дьябло («Башня Дьявола») и Эль Молино, переданные Британии по Утрехтскому договору. Кроме того, по их мнению, согласно международной практике XVIII века, все территориальные уступки происходили с учётом окружающей площади, эквивалентной длине двух пушечных выстрелов. Ещё в начале XVIII века возник спор о том, как далеко от Гибралтара на север распространяется «несомненное право» Великобритании. В итоге при заключении в 1729 году Севильского договора между Англией, Францией и Испанией было решено считать, что «несомненное право» Британии распространяется на расстояние двух пушечных выстрелов между британскими и испанскими фортификациями, и эта территория рассматривалась в качестве «нейтральной».
В настоящее время испанская сторона нейтральной территории активно осваивается и застраивается.

## Население
Население по переписи 2012 года составляло 33 566 человек, а по оценке ЦРУ на июль 2021 года — 29 516 человек. Средняя плотность населения — 4551 человек на км² (одна из самых густонаселённых территорий мира). Проблема острой нехватки территории решается, в основном, путём осушения прилежащего морского побережья. Этнические группы: англоязычные гибралтарцы (79 %), другие британцы (13,2 %), испанцы (2,1 %), марокканцы (1,6 %) и другие, ранее — также евреи. В последнее время значительную долю населения составляют недавние легальные и нелегальные мигранты — индийцы, пакистанцы, африканцы. Язык: английский (государственный), испанский, итальянский, португальский. Вероисповедание: католики — 72,1 %; англикане — 7,7 %; мусульмане — 3,6 %; иудеи — 2,4 %, индуисты — 2 %.

## Культура
Культуру Гибралтара составляет культура разных народов, заселяющих территорию страны. В основном это испанское и британское влияние, а также влияние генуэзцев, мальтийцев, португальцев и немцев, сефардских евреев, марокканцев, индийцев. Английский язык является государственным языком.
В Гибралтаре была основана Gibraltar Chronicle, вторая по старшинству англоязычная газета в мире. На Гибралтаре работает библиотека Гаррисона.

## Языки
Официальный язык — английский. Разговорный — янито, который представляет собой разговорный смешанный язык территории Гибралтар, базирующийся, в основном, на андалусийском диалекте испанского языка при сильной интерференции английского языка, являющегося официальным, и лексическом влиянии многих других языков (итальянского, мальтийского, арабского, иврита и др.).

## Экономика
ВВП Гибралтара по итогам 2012 года составил 1,887 млрд $, увеличившись за год на 7,8 %. ВВП на душу населения в 2013 году достиг 64 478 $. Большая часть ВВП создаётся сферой услуг, сельского хозяйства на Гибралтаре не существует, промышленность представлена судоремонтными и табачными предприятиями. Основные отрасли экономики — туризм, банковское дело и финансы, а также судоремонт и производство табачных изделий.

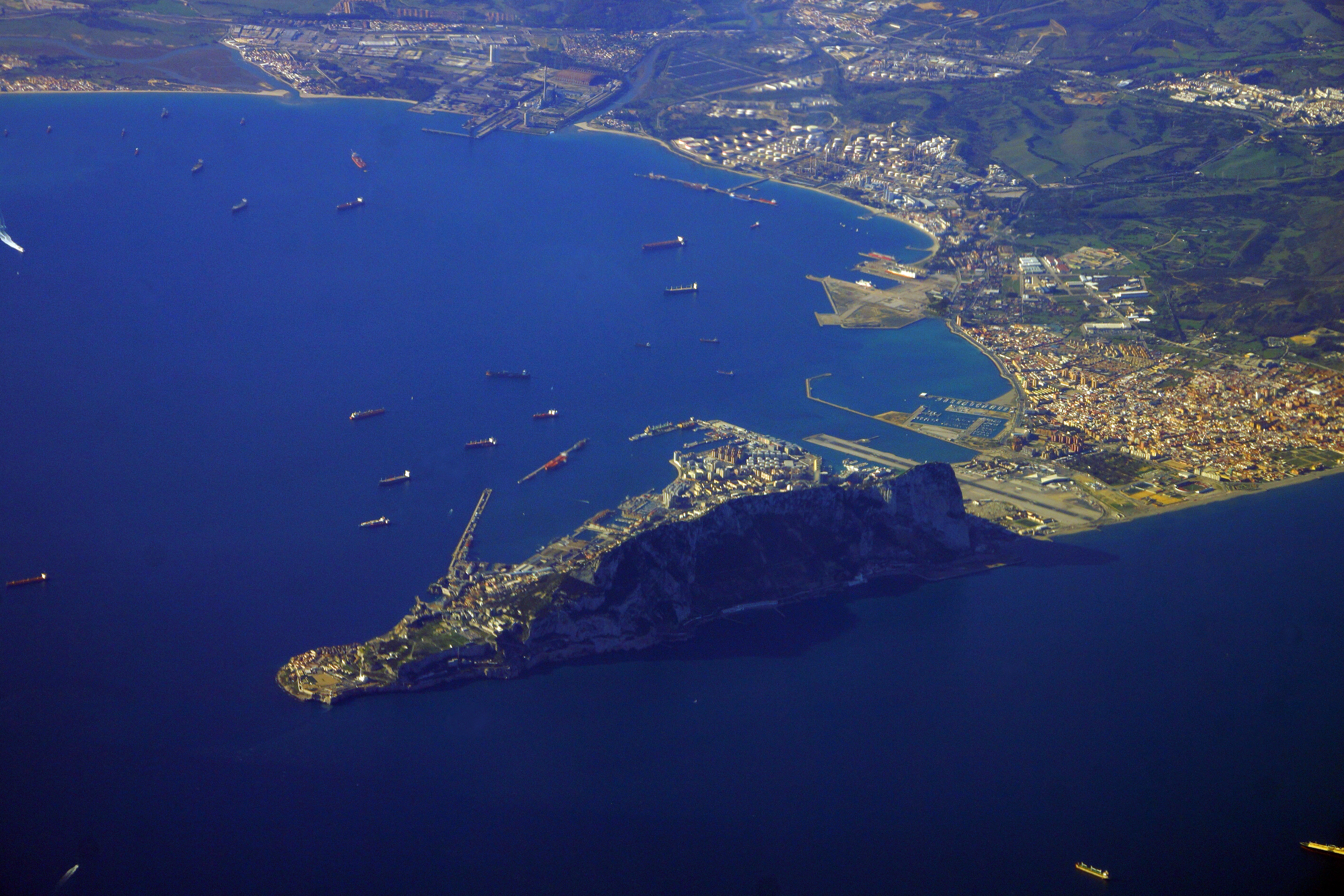
Гибралтар

Заморская территория Великобритании, Гибралтар, является частью Европейского союза и имеет при этом отдельную от Соединённого Королевства юрисдикцию и налоговую систему, что было подтверждено постановлением Европейского суда от декабря 2008 года. Экономика современного Гибралтара базируется в основном на обслуживании судоходства, в частности, бункеровке, туризме, включая проведение международных конференций, финансовых услугах (20 % ВВП), и Интернет-индустрии. В 2010 году производство электроэнергии (на минеральном топливе 100 %) составило 166,4 млн кВт·ч в год, потребление электроэнергии — 154,7 млн кВт·ч в год.
Финансовый сектор, в том числе оффшорное банковское дело, обеспечивает Гибралтару 20 % ВВП. Существенные доходы приносят стране сборы за обслуживание судоходства, в том числе заправка судов топливом и моторными маслами, на которую приходится большая часть деятельности порта Гибралтара, являющегося одним из крупнейших бункерных портов Средиземного моря. В 2007 году гибралтарский порт посетило 10 350 судов, из которых 6181 воспользовалось услугой бункеровки, загрузив 4,2 млн тонн. Страну посещает до 10 млн туристов в год. Роль Министерства обороны Великобритании, деятельность которого долгое время была основным источником доходов Гибралтара, значительно снизилась — с 60 % ВВП в 1984 году до 6 % в 2000-х.
Инфляция (ИПЦ) по итогам 2006 года составляла 2,6 %.
В 2001 году общая численность рабочей силы, считая негибралтарских жителей, составляла 12 690 человек, из которых 60 % было занято в сфере услуг и 40 % в промышленности. В 2005 году уровень безработицы составлял 3 %.

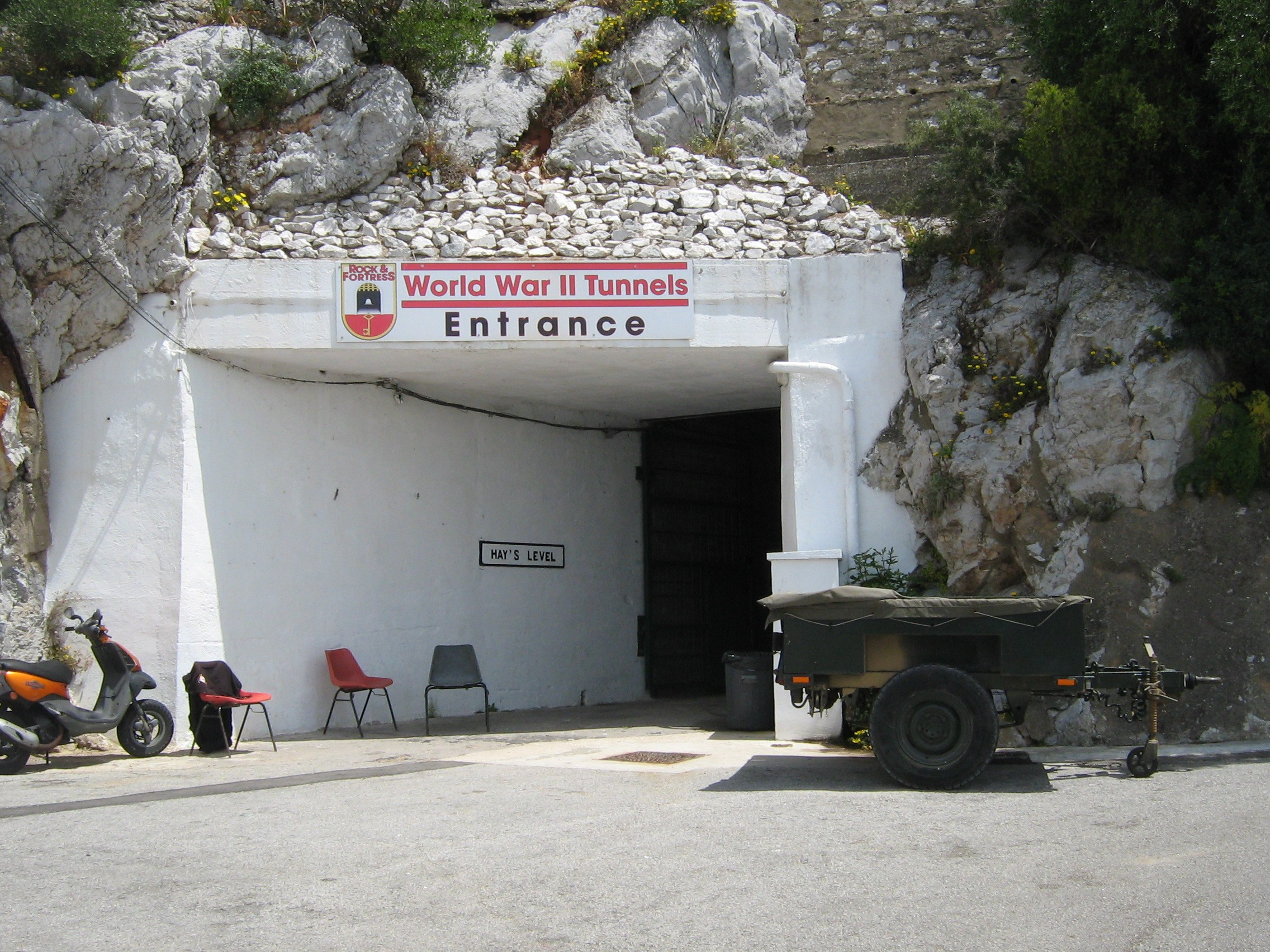
Один из входов в Гибралтарские тоннели времён Второй мировой войны

Общая протяжённость автодорог — 29 км (полностью с покрытием, 2007). Водных путей и трубопроводов нет, зато протяжённость тоннелей под Гибралтаром составляет около 55 километров. Морской флот — 267 морских судов, в том числе 146 грузовых, 64 химовоза, 28 контейнеровозов и 14 нефтяных танкеров. Под «удобным флагом» Гибралтара ходят 254 судна, принадлежащих владельцам из других стран, в том числе 123 судовладельцев из Германии, 46 — из Норвегии и 34 — из Нидерландов. Имеется аэропорт, длина бетонной взлётно-посадочной полосы — 1628 м. Взлётно-посадочная полоса пересекает шоссе с довольно плотным движением; на время взлётов и посадок самолётов движение перекрывается шлагбаумами.
В Гибралтаре в 2012 году действовали 23,1 тыс. телефонных линий и насчитывалось 34,75 тыс. абонентов мобильной связи. Интернет-пользователей в 2009 году насчитывалось 20,2 тыс. Международная связь обеспечивается радиотелефонной и радиорелейной линиями. Имеется одна наземная станция спутниковой системы «Intelsat» для связи через Атлантический океан. Действуют 1 телевещательная и 4 радиовещательных станций Gibraltar Broadcasting Corporation (GBC), а также 1 радиостанция Радиовещательной службы Вооружённых сил Великобритании (British Forces Broadcasting Service, BFBS).
Государственный бюджет на 2014/2015 финансовый год: доходы — 547 млн фунтов стерлингов, расходы — 512 млн фунтов стерлингов, текущий профицит — 34 млн фунтов стерлингов. Государственный долг в 2005 году оценивался в 15,7 % ВВП.
Экспорт в 2014 году оценивался в 202,3 млн $. Вывозятся: жидкое топливо (главным образом реэкспорт) — 51 %, готовые изделия — 41 %, прочие статьи — 8 %.
Партнёры по экспорту (2017): Испания (27,1 %); Германия (20,4 %); Нидерланды (10,8 %); Польша (8,6 %); Франция (6,6 %); Италия (5,7 %); Кот-Д'Ивуар (4,5 %).
Импорт в 2004 году оценивался в 2,967 млрд $. Основные статьи импорта: жидкое топливо, готовые изделия, пищевые продукты.
Главные партнёры по импорту (2017): Испания (15,6 %); Италия (13,4 %); США (13,3 %); Нидерланды (10,9 %); Греция (8,5 %); Россия (6,6 %); Великобритания (5,8 %); Бельгия (4,4 %).
Численность населения, проживающего ниже черты бедности, ничтожна.

## Налоги
18 декабря 2008 Суд первой инстанции ЕС по объединённым делам Т-211/04 и Т-215/04 «Правительство Гибралтара и Соединённое Королевство Великобритании и Северной Ирландии против Комиссии» принял решение об отмене решения Комиссии ЕС 2005/261/EC от 30.03.2004 «О схеме [государственной] помощи, которую Соединённое Королевство планирует имплементировать в отношении Реформы корпоративного налога Правительством Гибралтара» (OJ 2005 L 85, стр. 1). Оно разрешает Гибралтару устанавливать собственные налоги, отличные от Великобритании.
С 2011 года в Гибралтаре прекратили своё существование освобождённые компании. Действующая ставка корпоративного налога с 1 июля 2009 года снижена до 10 %, что вполне позволит ему конкурировать с Ирландией, а возможно, и с Кипром, в отличие от которого у Гибралтара нет обязательств перед Россией в сфере налогового сотрудничества.
Гибралтар является одним из государств в Европейском союзе, в котором не взимается НДС.
Налоговая система Гибралтара практически идентична налоговой системе Гонконга.

## Маготы

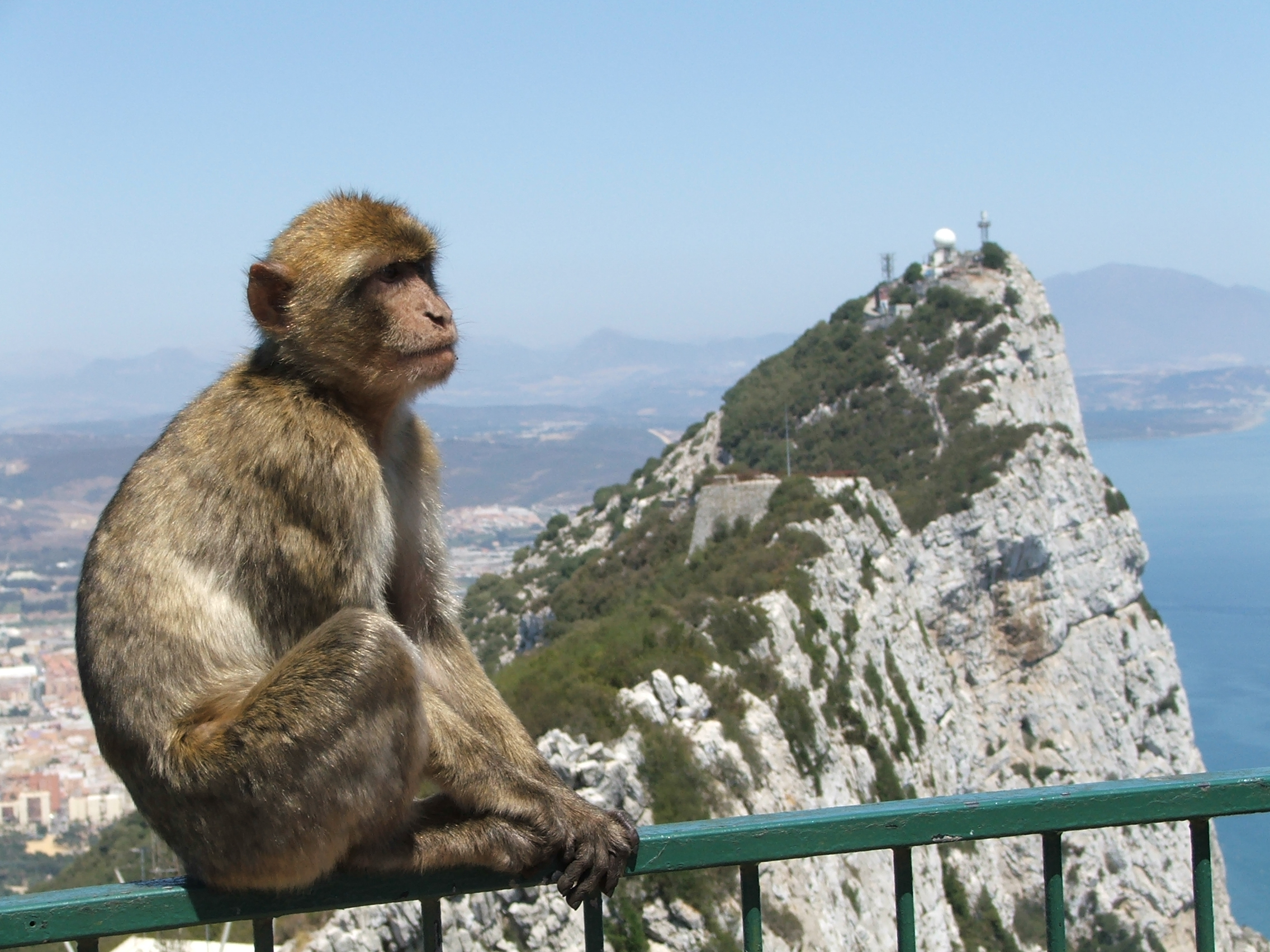
Магот на фоне Гибралтарской скалы

Гибралтар — единственное место в Европе, где в естественных условиях дикой природы живут полудикие обезьяны — маготы. По местному поверью, Гибралтар будет британским до тех пор, пока жива хоть одна обезьяна (см. Колония маготов на Гибралтаре).

## Пресса
Еженедельная правительственная газета — «Гибралтар газетт». Наиболее тиражная (7 тыс. экземпляров) ежедневная газета — «Гибралтар кроникл».

## Спорт
Спортсмены из Гибралтара принимают участие в Играх стран Британского Содружества и Островных играх. Одним из самых популярных видов спорта в Гибралтаре является футбол. В городе имеется своя футбольная ассоциация и национальная сборная. Ассоциация начала свою работу в 1895 году и входит в число 10 старейших в мире. В 2013 году Гибралтарская футбольная ассоциация стала полноправным членом УЕФА, а в 2016 году была принята в ФИФА. В городе находится футбольный стадион «Виктория», вмещающий 5000 зрителей.